# Hanoniscus ashtoni
Hanoniscus ashtoni is een pissebed uit de familie Oniscidae. De wetenschappelijke naam van de soort is voor het eerst geldig gepubliceerd in 1973 door Vandel.